# Mecosaspis dualensis
Mecosaspis dualensis är en skalbaggsart som beskrevs av Hintz 1919. Mecosaspis dualensis ingår i släktet Mecosaspis och familjen långhorningar. Inga underarter finns listade i Catalogue of Life.